# Куп СР Југославије у фудбалу 1997/98.
Куп СР Југославије у фудбалу 1997/98. била је шеста сезона националног годишњег фудбалског купа Савезне Републике Југославије. Бранилац титуле купа била је Црвена звезда. Партизан је нови-стари победник такмичења, пошто су победили у финалу ФК Обилић.

## Прво коло
| Тим 1               | Резултат | Тим 2             |
| ------------------- | -------- | ----------------- |
| Младост Апатин      | 2–3      | Обилић            |
| Борац Чачак         | 0–1      | Сутјеска          |
| Рад                 | 2–0      | Јавор             |
| Челик Никшић        | 3–4      | Војводина         |
| Спартак Суботица    | 4–3      | Младост Лучани    |
| Хајдук Кула         | 2–1      | ОФК Кикинда       |
| Слобода Ужице       | 0–3      | Партизан          |
| Бечеј               | 2–0      | Солунац           |
| Смедерево           | 1–0      | Пролетер Зрењанин |
| Приштина            | 3–0      | Земун             |
| Лозница             | 4–2      | Будућност Ваљево  |
| Младост Бачки Јарак | 1–7      | Чукарички         |
| Раднички Ниш        | 4–1      | Рудар Пљевља      |
| Врбас               | 1–0      | Железник          |
| Будућност Подгорица | 2–1      | ОФК Београд       |
| Црвена звезда       | 9–1      | Хајдук Београд    |

## Друго коло
| Тим #1           | рез.                | Тим #2              | прва утакмица | друга утакмица |
| ---------------- | ------------------- | ------------------- | ------------- | -------------- |
| Обилић           | 3–3 (гол у гостима) | Приштина            | 1–0           | 2–3            |
| Црвена звезда    | 6–0                 | Лозница             | 3–0           | 3–0            |
| Спартак Суботица | 3–1                 | Бечеј               | 3–1           | 0–0            |
| Врбас            | 2–5                 | Хајдук Кула         | 1–5           | 1–0            |
| Чукарички        | 8–0                 | Будућност Подгорица | 3–0           | 5–0            |
| Смедерево        | 2–1                 | Раднички Ниш        | 1–1           | 1–0            |
| Партизан         | 5–0                 | Рад                 | 3–0           | 2–0            |
| Сутјеска         | 1–6                 | Војводина           | 1–1           | 0–5            |

## Четвртфинале
| Тим #1        | рез. | Тим #2           | прва утакмица | друга утакмица |
| ------------- | ---- | ---------------- | ------------- | -------------- |
| Чукарички     | 3–8  | Партизан         | 2–5           | 1–3            |
| Црвена звезда | 5–4  | Спартак Суботица | 4–3           | 1–1            |
| Смедерево     | 3–6  | Војводина        | 2–1           | 1–5            |
| Хајдук Кула   | 2–4  | Обилић           | 1–1           | 1–3            |

| Тим #1        | рез. | Тим #2           | прва утакмица | друга утакмица |
| ------------- | ---- | ---------------- | ------------- | -------------- |
| Чукарички     | 3–8  | Партизан         | 2–5           | 1–3            |
| Црвена звезда | 5–4  | Спартак Суботица | 4–3           | 1–1            |
| Смедерево     | 3–6  | Војводина        | 2–1           | 1–5            |
| Хајдук Кула   | 2–4  | Обилић           | 1–1           | 1–3            |

## Полуфинале
| Тим #1        | рез.             | Тим #2    | прва утакмица | друга утакмица |
| ------------- | ---------------- | --------- | ------------- | -------------- |
| Црвена звезда | 2–2 (5–6 пенали) | Обилић    | 2–0           | 0–2            |
| Партизан      | 4–2              | Војводина | 4–1           | 0–1            |

## Финале

### Прва утакмица
| Обилић | 0 – 0 | Партизан |
| ------ | ----- | -------- |
|        |       |          |

### Узвратна утакмица
| Партизан                      | 2 – 0 | Обилић |
| ----------------------------- | ----- | ------ |
| Треневски 24’ · Обрадовић 56’ |       |        |

Партизан је укупно славио са 2–0.